# Duncan Stewart (Politiker, 1763)
Duncan Stewart (* 1763 im Bladen County, Province of North Carolina; † 26. November 1820 in Woodville, Mississippi) war ein US-amerikanischer Politiker. Zwischen 1817 und 1820 war er Vizegouverneur des Bundesstaates Mississippi.

## Leben
Duncan Stewart war der Sohn des um 1730 aus Schottland eingewanderten William Stewart. Er wuchs in North Carolina auf und nahm trotz seiner Jugend am Unabhängigkeitskrieg teil. Dabei stieg er bis zum Oberst auf. Danach betätigte er sich, auch in seinen späteren Wohnorten, als Pflanzer. Dabei brachte er es zu einem beträchtlichen Reichtum. Politisch begann er seine Laufbahn als Abgeordneter im Repräsentantenhaus von North Carolina. Um das Jahr 1797 zog er mit seinem Zwillingsbruder James nach Clarksville in Tennessee, wo er ebenfalls in das dortige Repräsentantenhaus gewählt wurde. Das Stewart County wurde nach ihm benannt. Danach lebte er im Wilkinson County im späteren Staat Mississippi. Auch hier war er als Pflanzer erfolgreich. Im Jahr 1813 wurde er Mitglied im Repräsentantenhaus des Mississippi-Territoriums.
Nach dem Beitritt Mississippis zur Union wurde Stewart an der Seite von David Holmes zum Vizegouverneur seines Staates gewählt. Dieses Amt bekleidete er zwischen dem 7. Oktober 1817 und dem 5. Januar 1820. Dabei war er Stellvertreter des Gouverneurs und Vorsitzender des Staatssenats. Außerdem bekleidete er das Amt des Surveyor General . Ferner saß er auch im Repräsentantenhaus von Mississippi. Er starb am 26. November 1820 in Woodville.